# Podbare
Podbare är en ort i Bosnien och Hercegovina.   Den ligger i entiteten Federationen Bosnien och Hercegovina, i den centrala delen av landet, 40 km nordväst om huvudstaden Sarajevo. Podbare ligger 594 meter över havet och antalet invånare är 139.
Terrängen runt Podbare är kuperad, och sluttar norrut. Runt Podbare är det ganska tätbefolkat, med 93 invånare per kvadratkilometer.. Närmaste större samhälle är Zenica, 14,2 km norr om Podbare. 
I omgivningarna runt Podbare växer i huvudsak lövfällande lövskog.